# Chartreuse de Darłowo
La chartreuse de Marienkron était un ancien monastère fondée en 1394, à la périphérie sud de la ville de Karlino (54° 01′ 53″ N, 15° 52′ 31″ E), puis transférée à Sławno (en allemand : Schlawe), enfin à Darłowo (en allemand : Rügenwalde), en Poméranie (Pologne).

## Histoire
La chartreuse de Marienkron est fondée en 1394 par Adélaïde de Brunswick-Grubenhagen, duchesse de Poméranie, veuve de Bogusław V de Poméranie. La première installation se fait à Karlino, mais est abandonnée après la mort de la fondatrice. Les moines viennent de la chartreuse d'Ahrensbök.
En 1397, elle est reprise au même lieu, puis transférée à Sławno, enfin en 1407 à Darłowo (Rügenwalde). L’incorporation à l'ordre des chartreux a lieu en 1412. Des bienfaiteurs en font bientôt une maison riche. Sa bibliothèque est importante. Après un incendie en 1430, le monastère est reconstruit. Le roi Éric de Poméranie est particulièrement associé à ce monastère. L’élan spirituel va jusqu’à la Réforme. 
Johannes Bugenhagen conduit la Réforme qui conduit au déclin du monastère. À partir de 1525, il y a des difficultés à percevoir les rentes. En 1534, le duc Barnim de Poméranie confisque les propriétés. Les religieux peuvent continuer à y vivre jusqu’à leur mort avec une pension. Le duc Philippe rase le monastère.